# カドミウム
カドミウム（英: cadmium [ˈkædmiəm]）は、原子番号48の金属元素で、元素記号は Cd である。亜鉛族元素の1つであり、化学的挙動は亜鉛と似ており、常に亜鉛鉱にカドミウムも含まれているため、亜鉛精錬の際に回収されている。
有害物質として知られる。人体にとって有害であり、体内に吸収されると腎臓に機能障害を引き起こすことなどにより、取り扱いおよび鉱山などからの排水の管理には注意を要する。日本ではカドミウムによる環境汚染により、富山県の神通川流域で発生したイタイイタイ病が問題となった。また、カドミウムとその化合物は、WHOの下部機関IARCより、人体に対して発癌性を有する (Group1) と勧告されている。
ホタテガイの中腸腺（ウロ）には、カドミウムが蓄積することが知られている。

## 歴史
1817年にドイツの科学者フリードリヒ・シュトロマイヤーにより、菱亜鉛鉱（炭酸亜鉛）から不純物として発見された。同年には、同じくドイツのカール・ザムエル・ヘルマンも酸化亜鉛から発見している。

## 名称
カドミウムの由来には、諸説が有る。例えば、フェニキアの伝説上の人物であるカドモスが由来という説も有る。また、ギリシャ語で菱亜鉛鉱を意味するカドメイア (Kadmeia) に由来するという説も有る。

## 性質
カドミウムの単体は、安定な六方最密充填構造 (HCP) をとる。銀白色で展性に富む軟金属である。比較的酸化されにくく金属光沢を保ちやすいものの、湿気の多い空気中では徐々に酸化されて灰色になり、金属光沢も失う。
塩酸および希硫酸などとは徐々に反応し、無色の2価の水和カドミウムイオンを生成する。
{\displaystyle {\ce {Cd + 2 H^+(aq) -> Cd^2+(aq) + H2}}}
2価の水和カドミウムイオン Cd2+(aq) は極めて弱い酸としての性質 (pKa = 10.2) を示すが、その程度はよりイオン半径の小さな亜鉛イオン Zn2+(aq) より低い。カドミウムイオンはHSAB則では中程度のルイス酸として分類され、ヨウ化物イオンなどハロゲン化物イオンおよび、アンモニアなどと錯体を作りやすい。
常圧での融点は、320.9 °Cと金属元素の中では比較的低い方である。常圧での沸点は、765 °Cである。この値も金属元素としては、水銀およびアルカリ金属に次いで低く、したがって蒸気圧が比較的高い金属と言える。なお、カドミウム蒸気も有毒である。

## 用途
ウッド合金の成分材料、顔料（カドミウムイエロー、カドミウムオレンジ、カドミウムレッドなど）、二次電池（ニッカド電池）の電極など、さまざまな工業製品に利用されてきた。融点の低さを利用し、ハンダの原料として用いられたこともある。また、比較的中性子を吸収しやすい性質から、原子炉の制御用材料にも使われている。
カドミウムはめっき材料として、自動車関連業界で古くから用いられてきた。めっきが均質で、亜鉛よりはやや小さいイオン化傾向を持ち、犠牲電極として良好な性質を持つからである。また、潤滑油との馴染みが良く、焼き付きを防ぐ性質がある。やや黄色味がかったカドミウムめっきは、1960年代までのアメリカ車のエンジンルームでよく見られた。
しかし、近年はカドミウムの毒性が懸念され、その利用が忌避される傾向が強い。

## 化合物
カドミウムは一般に、最外殻の5s軌道の電子のみを失った状態である+2価の酸化数を取っている状態が安定である。
しかし、稀に不安定ながら+1価 (Cd22+) 状態を取る場合もある。なお、10個の電子で満たされている4d軌道の電子を失うような酸化数は取らない。
塩化物および硫酸塩などとの塩は、一般的に無色の物が多く水溶性である。しかし、カルコゲンとの化合物は、有色である場合が多く、極めて水に対して難溶性である。
- 硫化カドミウム (CdS) - 黄色顔料・カドミウムイエロー、そして半導体として使われる。
- 硫化亜鉛カドミウム (ZnS•CdS) - カドミウムイエローのうち色合いの淡い物は、この化合物を主成分とする。
- 酸化カドミウム (CdO)
- セレン化カドミウム (CdSe) - 暗赤色の結晶。赤顔料、半導体などに用いる。
- 硫セレン化カドミウム (CdS•CdSe) - 赤色顔料・カドミウムレッドとして使われる。
- テルル化カドミウム (CdTe) - 黒色結晶。半導体として用いる。非常に安定な物質。

## 同位体
カドミウムは、質量数が110から112の合計3つの核種が、安定核種である。この他に、質量数106、108、113、114、116も極めて長い寿命を持った核種であり、天然に存在する。

## 代謝
カドミウムは、ヒトで体重1 kg当たり約0.7 mg含まれると見積もられている。カドミウムは亜鉛と同族元素であることから、生体内での挙動も類似している。多くの生物種において蓄積性が見られ、ヒトの体内には約30年間残留するとされる。したがって、一旦カドミウムに暴露されると、長期間その毒性に蝕まれる危険性がある。
カドミウムの毒性については、骨が極めて脆弱化するイタイイタイ病で大きな社会問題となった。さらに、慢性毒性では、肺気腫、腎障害、蛋白尿が見られる。腎障害では糸球体ではなく、尿細管が障害を受けるとされる。また、カドミウムは発ガン性物質としても知られている。これらの毒性の一部は、カドミウムが亜鉛と類似の生体内挙動を示すことから、亜鉛含有酵素の作用を乱した結果と考えられる。
これらの毒性に対する生体側の防御として、金属結合性タンパク質のメタロチオネインが誘導され、カドミウムを分子内に取り込み、毒性を軽減している。

## 食物の汚染
カドミウムは亜鉛に伴って産出するため、公害への関心が薄かった時代には亜鉛の精錬過程で環境に放出され、精錬所の下流域の土壌に蓄積された。また、カドミウムを使用する工場からも排水を通じて環境に放出された。1970年に通商産業省がメッキ工場、電気機器工場の排水を抜き打ち調査した結果、8割の工場で排水処理がされておらず、半数の工場で工場排水基準法の基準（当時0.1ppm）を超過した状態にあった。
土壌中に蓄積されたカドミウムは、土壌のpHが中性からアルカリ性では難溶であるために吸収されにくいのに対し、土壌の酸化条件によってイオンとして溶出して農作物に吸収され、蓄積される。日本列島の土壌は、大半が中性から酸性であることからカドミウムが溶出しやすい環境であるため、食物がカドミウムによる汚染を受けやすい状況にある。日本人は、食事によってカドミウムを1日当たり平均で26 μgを摂取していると見積もられている。秋田県のように鉱山が多い地域では、稲がカドミウムを吸収しないようにする取り組みを行っている。
日本ではコメをはじめとする食物にカドミウムの含有基準が設けられており、基準値以上を含む農作物は販売が禁止されている。食品衛生法上は玄米において上限1 ppmと規定されており、これを超過したものはすべて焼却処分すると定められている。また、食糧庁の通達により、玄米中0.4 ppm以上が検出された場合は食用にはされず、すべて工業用途に回すとしてきたものの、2008年に発覚した汚染米問題で明らかになったように、糊原料には小麦粉が用いられており、コメの工業用の用途は確認されていない。
なお、世界各国の含有基準は、台湾：0.5 ppm、韓国・中国・EU：0.2 ppm、タイ・オーストラリア：0.1 ppmである。2006年7月に開催されたコーデックス委員会総会において、国際基準が精米中に0.4 (mg/kg)とされた。日本の自治体では海外への米の輸出する際の対応や将来的な国内基準の厳格化を見越し、カドミウム低吸収性品種の開発や奨励品種の切り替えが行われている。
国立がん研究センターによると、食品に含まれるカドミウムの長期摂取と、がん発症のリスクには明確な関連が見られないことが分かった。研究では、9府県の男女約9万人を対象に、喫煙や飲酒など、他のリスクを除いて、カドミウムの摂取量とがんの発症を調べたところ、相関は認められなかった。その理由として、食品に含まれるカドミウムの量が少ないことと、吸入ではなく摂取であることが考えられている。

## 脱カドミウムの動き
ヨーロッパでは、カドミウムの人体への蓄積を防ぐため、カドミウムを含む製品の製造・輸入に関してRoHSとして知られる厳しい制限を課している。
2001年、ソニー・コンピュータエンタテインメント（SCE）は、ゲーム機のPS oneの周辺機器から基準値を超えるカドミウムを検出したとして、オランダ政府から対応策を求められた。これは、配線の赤いビニール被覆の顔料としてカドミウムの化合物が用いられていたことが原因であり、SCEは欧州全域で100億円以上の費用を投入して製品の回収と対策品の置き換えを余儀なくされた。この出来事は世界の電機部品メーカーに強い衝撃を与え、工業製品の生産現場からカドミウム離れが起こった。
前後して市販の二次電池も、負極に水酸化カドミウム Cd(OH)2 を使用するニッケル・カドミウム蓄電池（いわゆるニッカド電池）から、より大容量でかつカドミウムを使わないニッケル・水素蓄電池やリチウムイオン二次電池への転換が進められている。